# براگادو
براگادو (به اسپانیایی: Bragado) شهری در کشور آرژانتین، استان بوئنوس آیرس است که در سال ۲۰۰۹ میلادی، حدود ۳۲٬۸۳۰ نفر جمعیت داشته است.